# Cántame un pasodoble español
Cántame un pasodoble español es una composición musical, escrita por Tony Leblanc y Emilio Lehmberg, estrenada en 1954.

## Historia
Creación del actor Tony Leblanc, pese a no tener conocimientos musicales, compartió créditos con Emilio Lehmberg, quien la convertiría en partitura. Una vez dada a conocer la pieza, fue objeto de controversia, ya que el maestro Quiroga acusó de plagio a los autores, si bien finalmente se alcanzó un acuerdo amistoso entre todas las partes implicadas.
El tema se estrenó en el Teatro Albéniz de Madrid en un espectáculo de Revista titulado Lo verás y lo cantarás y con la voz de la vedette Ana María Parra.

## Descripción
Calificada como pasacalle, sus primeras estrofas suponen una exaltación de los valores patrios españoles, tornando luego hacia una declaración de amor romántica.

## Versiones
La versión que tuvo mayor éxito y recorrido fue la de la tonadillera Lolita Sevilla, que la interpretó en la película Lo que cuesta vivir (1967). Sin embargo también fue interpretada por otros artistas españoles de mediados del siglo XX como Jorge Sepúlveda.
Ha sido versionada por Pastora Soler en homenaje a Tony Leblanc.